# 阿拉善沙拐枣
阿拉善沙拐枣（学名：Calligonum alaschanicum）是蓼科沙拐枣属的植物，为中国的特有植物。分布在中国大陆的内蒙古、甘肃等地，生长于海拔500米至1,500米的地区，多生于流动沙丘及沙地上，目前尚未由人工引种栽培。